# Galatea (scultura)

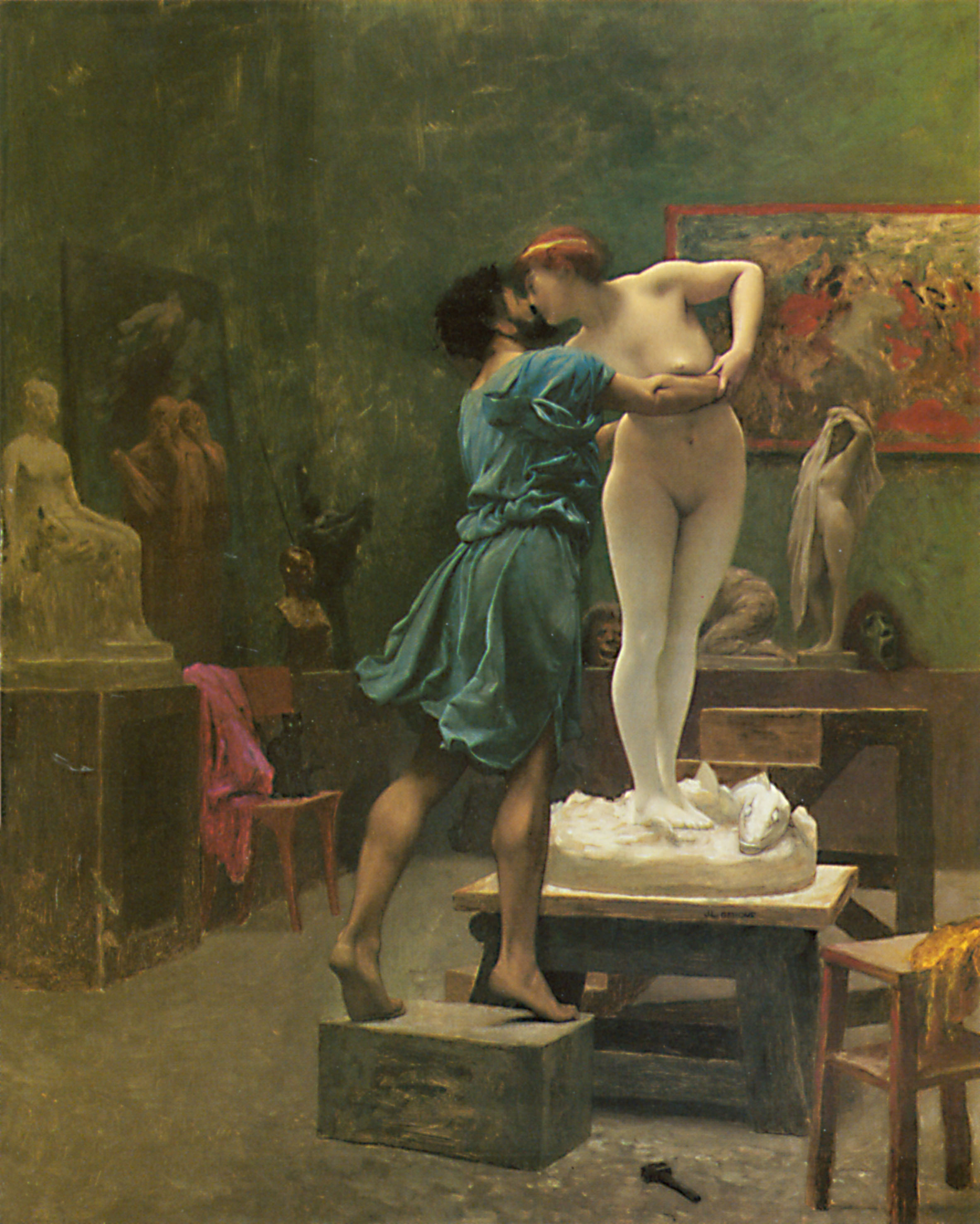
Pigmalione e Galatea, Jean-Léon Gérôme

Galatea è il nome dato nel XVIII secolo alla statua del mito di Pigmalione. 
Il mito ha origine dal racconto di Pigmalione ampiamente rappresentato nell'arte e diffuso attraverso i secoli. In un'epoca imprecisata, probabilmente nel XVIII secolo, la statua del mito ha assunto il nome di Galatea, dal nome della ninfa marina Galatea. A riprova del fatto che tale nome abbia un'origine più recente rispetto alla statua umanizzata del mito, Goethe la chiama Elisa, basandosi sulle varianti della storia di Didone ed Elisa.

## Il mito
Secondo la mitologia, Galatea nacque da una statua scolpita da Pigmalione perché riteneva che nessuna donna fosse degna del suo amore, quindi venne ispirato in sonno dalla dea Afrodite, a cui poi la statua assomigliò. Finita la statua, Pigmalione se ne innamorò desiderando che la donna fosse viva; Afrodite diede vita alla statua così Pigmalione e Galatea poterono amarsi e sposarsi.